# BR-494
De BR-494 is een federale weg in de deelstaat Paraná in het zuiden van Brazilië. De weg is een verbindingsweg tussen Nova Serrana in de deelstaat Minas Gerais en Angra dos Reis in Rio de Janeiro. Twee gedeelten van de weg zijn nog in planning.
De weg heeft inclusief het geplande stuk een lengte van 449 kilometer. De lengte van het eerste bestaande deel is 337 kilometer, het tweede 38 kilometer en het derde 54,5 kilometer.

## Aansluitende wegen
- BR-262 bij Nova Serrana
- MG-252
- MG-050 bij Divinópolis
- MG-260
- BR-369 en BR-381 bij Oliveira
- MG-335 bij São Tiago
- BR-265 en BR-383 bij São João del-Rei
- MG-338 bij Madre de Deus de Minas
- BR-383 bij São Vicente de Minas
- BR-267 bij Arantina en Bom Jardim de Minas

weg onderbroken
- RJ-153 (gedeeltelijk samenlopend)
- RJ-143
- RB-393 en RJ-157 bij Volta Redonda
- RB-116 bij Barra Mansa

weg onderbroken
- RJ-139 en begin samenloop met RJ-155
- RJ-149 bij Rio Claro
- BR-101 en einde samenloop met RJ-155

## Plaatsen
Langs de route liggen de volgende plaatsen:
- Nova Serrana
- Divinópolis
- Carmo da Mata
- Oliveira
- São Tiago
- Ritápolis
- São João del-Rei
- Madre de Deus de Minas
- São Vicente de Minas
- Andrelândia
- Arantina

weg onderbroken
- Volta Redonda
- Barra Mansa

weg onderbroken
- Rio Claro
- Angra dos Reis